# Qasr Al Hosn

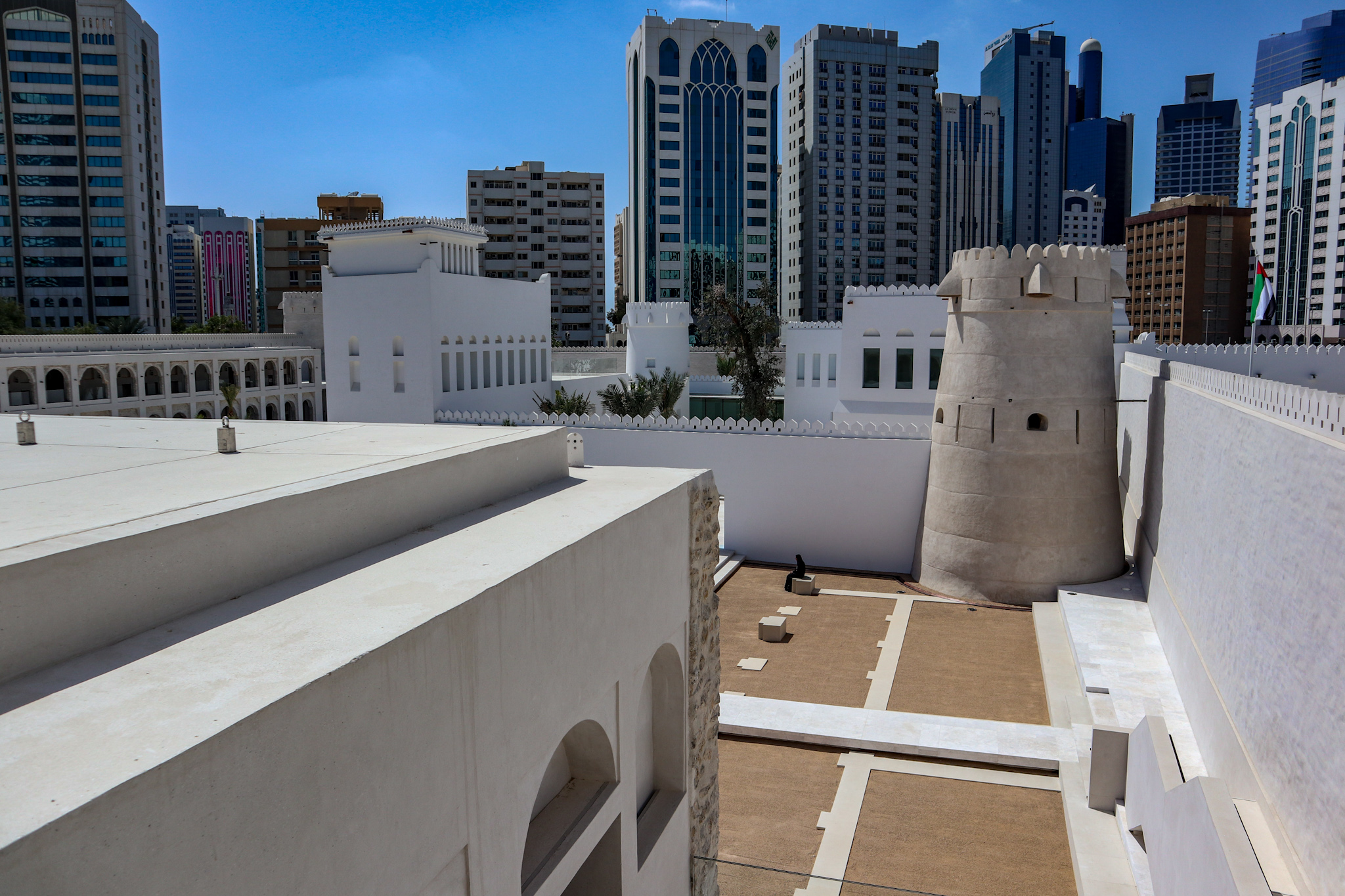
Alter Wachturm des Qasr Al Hosn vor Abu Dhabis Stadtkulisse

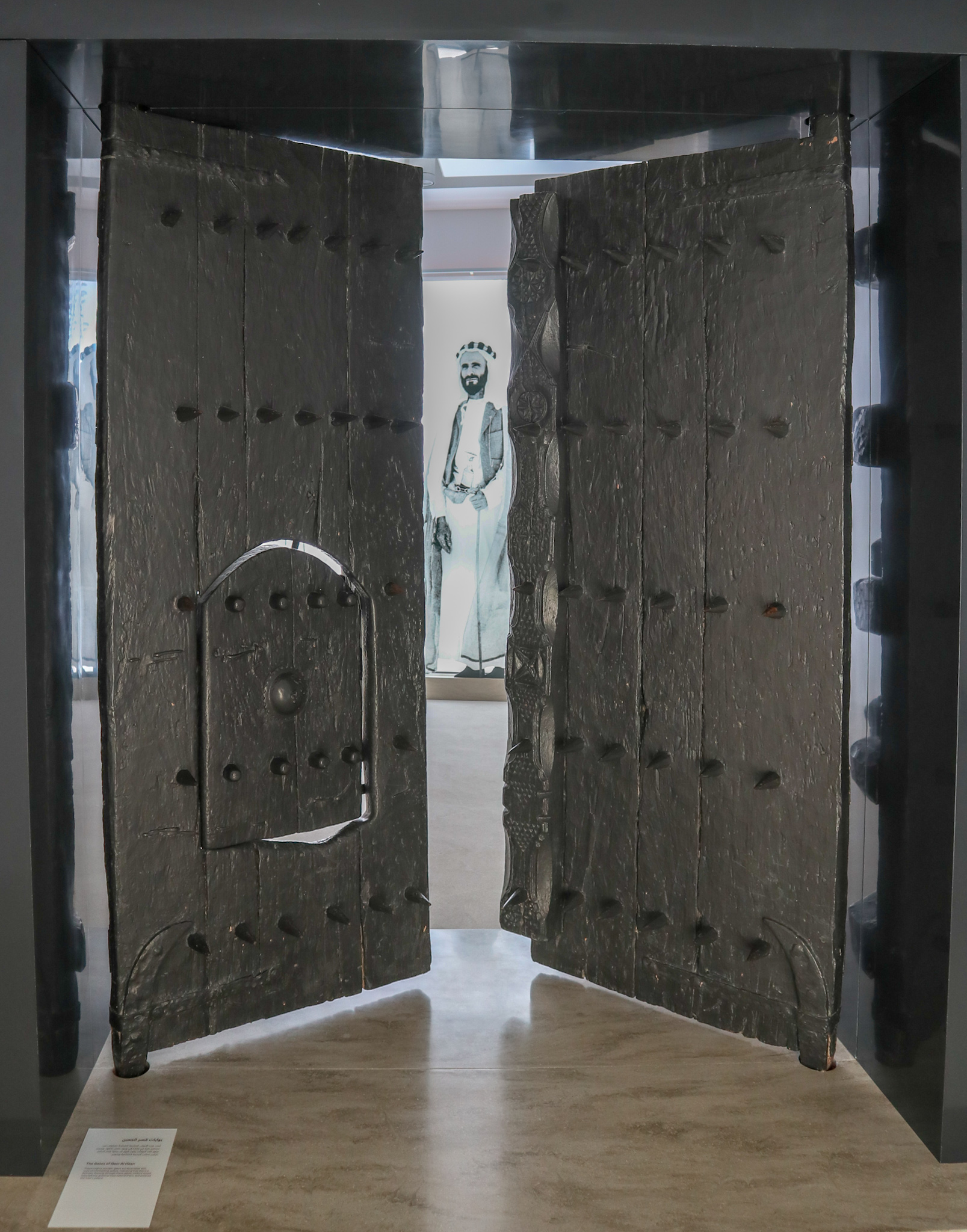
Das alte Tor des Forts als Teil der Ausstellung

Das Qasr Al Hosn (arabisch قصر الحصن, DMG Qaṣr al-Ḥiṣn) ist ein ehemaliges Fort in Abu Dhabi und der Wachturm das älteste Gebäude auf der Insel. Es war Sitz der Herrscherfamilie Al Nahyan und bot als Zentrum Schutz für die frühen Siedler. Nach seiner Erweiterung auf die heutige Größe unter Schachbut bin Sultan Al Nahyan in den 1940ern, war es bis 1966 Regierungssitz des Emirats Abu Dhabi und nach einer langjährigen Renovierung wurde es am 7. Dezember 2018 als Museum wiedereröffnet.

## Lage
Das Museum liegt im ältesten Teil Abu Dhabis im Stadtteil Al Hosn.

## Gebäudekomplex
Das eigentliche Fort besteht aus drei Entwicklungsstufen und weiteren Gebäuden auf demselben Straßenblock umgeben vom modernen Abu Dhabi.

### Wachturm
Der Wachturm wurde unter Dhiyab bin Isa 1761 erbaut. Er bildet heute die Nordostecke des Inneren Forts.

### Inneres Fort
Das eigentliche Fort entstand zwischen 1793 und 1816 durch weitere Türme und verbindende Außenmauern.

### Äußeres Fort
Nach der Vergabe der ersten Ölförderkonzession 1939 wurde das Fort in den 1940er Jahren unter Schachbut bin Sultan al Nahyan von einem größeren Fort eingeschlossen. Seine Mauern und Türme grenzen in der Nordostecke eng an die alten Mauern und Türme an und beherbergten in der Ost- und Südmauer die Wohn- und Arbeitsräume auf zwei Stockwerken.

### National Consultative Council
Zwischen 1968 und 1970 wurde unter Zayid bin Sultan Al Nahyan vor dem Tor ein Regierungsgebäude errichtet, in dem bis in die 1990er Jahre die Regierungsarbeit des Emirats und der Föderation stattfand.

### Haus der Handwerker
Das Haus der Handwerker (englisch House of Artisans) ist ein modernes Museumsgebäude außerhalb des Forts. Es beherbergt eine kleine Ausstellung sowie praktische Demonstrationen alter Handwerkskünste und der traditionellen Arabischen Kaffeekultur (Gahwa).